# Cladopelma goetghebueri
Cladopelma goetghebueri är en tvåvingeart som beskrevs av Spies och Ole Anton Saether 2004. Cladopelma goetghebueri ingår i släktet Cladopelma och familjen fjädermyggor. Enligt den finländska rödlistan är arten sårbar i Finland. Arten är reproducerande i Sverige. Artens livsmiljö är sjöar. Inga underarter finns listade i Catalogue of Life.